# 에이먼 설리번
에이먼 웨이드 설리번(Eamon Wade Sullivan, 1985년 8월 30일 ~ )은 오스트레일리아의 수영 선수로 50m와 100m 자유형의 세계 기록 보유자이다.
퍼스 출신으로 2004년 아테네 올림픽에서 400m 자유형 계주의 일원으로 데뷔하였다. 릴레이 수영 선수로부터 지도적인 남자로 설리번은 세계를 정복하고 2008년 초순에 50m와 100m 자유형에서 세계 기록 보유자가 되기 전에 오스트레일리아의 단거리 경주의 정상으로 헤엄을 쳤다.
베이징 올림픽에서 그는 2번이나 100m 세계 기록을 깼다. 개회의 날에 400m 자유형 계주 결승전에서 선두 수영 선수로서 점수를 낮추었다. 오스트레일리아는 은메달을 따고 설리번은 선두의 미국 팀 마이클 펠프스를 꺾는 데 단 하나의 선수의 특징을 만들었다. 경기가 끝나면서 펠프스는 최고의 가장 성공적인 올림픽 선수였고 설리번의 수영을 더욱 가치있게 만들었다.
경기 후반에 그는 100m 준결승전에서 세계 기록을 깨려 하였지만, 결국 프랑스의 알랭 베르나르에 1초의 절반에 약간 밀려 2위를 하였다. 2개의 은메달과 1개의 동메달로 오스트레일리아 수영 팀에 남성 선수에 의하여 최고 상연을 가지고 떠났다.
정강이 수술을 받고 2010년 델리에서 열린 코먼웰스 게임에 나가 2개의 금메달(400m 자유형 계주/혼계영)과 100m 자유형 동메달을 획득하는 자신의 강한 복귀를 증명하였다. 이듬해 상하이에서 열린 세계 수상 선수권 대회에서 성공적으로 400m 자유형 계주의 금메달을 획득하는 데 최종 주자로 활약하였다. 2012년 지속적으로 자신의 강한 수영을 형성하여 런던 올림픽에 나가는 데 합격한 설리번은 400m 자유형 계주 4위와 50m 자유형 8위에 그쳤다.
2014년 오스트레일리아 50m 자유형 타이틀을 우승한 후, 수영에서 은퇴하였다.

## 같이 보기
- 올림픽 수영 남자 메달리스트 목록
- 수영 자유형 50m 세계 기록 추이
- 수영 자유형 100m 세계 기록 추이